# Gare d'Izumi-Chūō
La gare d'Izumi-Chūō (和泉中央駅, Izumi-Chūō-eki) est une gare ferroviaire de la ville d'Izumi, dans la préfecture d'Osaka au Japon. La gare est gérée par la compagnie Nankai.

## Situation ferroviaire
Gare terminus, Izumi-Chūō est située au point kilométrique (PK) 14,3 de la ligne Nankai Semboku.

## Histoire
La gare est inaugurée le 1er avril 1995 par la compagnie Semboku Rapid Railway. Elle est transférée à la Nankai le 1er avril 2025.

## Service des voyageurs

### Accès et accueil
La gare dispose d'un bâtiment voyageurs, avec guichet, ouvert tous les jours.

### Desserte
- Ligne Nankai Semboku :
  - voies 1 et 2 : direction Nakamozu et Namba

## Dans les environs
- Musée des Beaux-Arts Kubosō
- Université Momoyama Gakuin